# Горячев, Николай Никанорович
Никола́й Никано́рович Горя́чев (8 (20) ноября 1883, Пермь — 13 сентября 1940, Томск) — астроном, профессор и заведующий кафедрой астрономии и геодезии Томского государственного университета; профессор на кафедре чистой математики Томского технологического института (с 1924).

## Биография
Николай Горячев родился 8 (20) ноября 1883 в Перми, в семье чиновника, коллежского регистратора Никанора Горячева (ум. 1906), также являвшегося уроженцем Пермской губернии и владевшего в Перми домом с флигелем. В 1901 году Николай Горячев окончил Пермскую мужскую гимназию с золотой медалью. В октябре он стал студентом математического отделения, являвшегося частью физико-математического факультета Императорского Московского университета, который окончил в мае 1905 года, получив диплом первой степени. Среди его сокурсников были будущий академик АН СССР Николай Лузин и философ Павел Флоренский. Сочинение Горячева «Изгибание поверхностей постоянной кривизны» (1904) получило золотую медаль от университета.
1 сентября 1906 года Николай Горячев — по представлению профессоров Болеслава Млодзиевского и Дмитрия Егорова — был оставлен на кафедре чистой математики для подготовки к получению профессорского звания. Горячев сдал экзамены и 8 октября 1908 года получил звание магистра. После этого, по семейным обстоятельствам, он был вынужден вернуться в Пермь, где стал давать частные уроки. С 1 августа 1905 до сентября 1906 года он также преподавал математику в Первой Пермской мужской гимназии. В период с ноября 1913 по июнь 1919 состоял преподавателем математики в Третьей Пермской гимназии.
С октября 1917 года являлся астрономом-вычислителем в Пермском университете (по совместительству) — был приглашен в ВУЗ профессором и ректором Константином Покровским. В тот период, пользуясь обширной научной библиотекой, приобретенной Покровским у вдовы бывшего директора Пулковской обсерватории — академика Оскара Баклунда (1846—1916) — Горячев углубил свои познания в области небесной механики и теоретической астрономии.
В годы Гражданской войны, летом 1919, Николай Горячев был эвакуирован в Томск, где он был прикомандирован к Томскому университету: стал преподавателем-вычислителем при томском астрономическом кабинете (занимал этот пост с 1 июня по 1 октября 1920). Помимо этого, до мая 1920 года, он являлся преподавателем в пермском Первом реальном училище. В период с 1920 по 1921 год состоял в Томском практическом политехническом институте.
В январе 1920 года Горячев прочел две пробные лекции — на темы «Функции Ламе и их главнейшие свойства» и «Теория меры кривизны поверхности» — для получения звания приват-доцента; 23 февраля стал приват-доцент на физико-математическом факультете, где начал читать студентам необязательный курс «Приближённые вычисления». С 11 октября 1920 года приступил к чтению трёх обязательных курсов: «Неопределённые интегралы», «Сферическая тригонометрия», и «Теоретическая механика». С весеннего семестра 1920/1921 учебного года перешел на кафедру астрономии и геодезии; в период с 1921 по 1922 года являлся членом президиума физико-математического факультета.
В 1922 году Николай Горячев стал исполняющий обязанности (и. о.) профессора на кафедре астрономии и геодезии; 28 сентября следующего года получил позицию профессора и заведующего кафедрой астрономии. 20 июля 1930 года стал заведующим всем математическим отделением университета. 1 февраля 1936 года стал доктором физико-математических наук (без защиты диссертации). С октября 1924 года Горячев состоял профессором на кафедре чистой математики Томского технологического института (ТТИ), работая по совместительству. По воспоминаниям будущего профессора и ректора Василия Сапожникова, отличительной особенностью Горячева была способность излагать в доступной форме — и даже увлекательно — наиболее «скучные» и трудные вопросы.
Осенью 1924 года Горячев — владевший французским, английским, немецким, итальянским, греческим, латинским и языками — принимал участие в работе съезда Всероссийского астрономического союза, проходившего в Москве; в июне-августе следующего года находился в научной командировке в столице — работал в Московской астрономической обсерватории. В декабре 1928 года приезжал на Четвертый Астрономический съезд в Ленинград. В 1932 году Горячев принимал участие в работе экспедиции АН СССР; в марте следующего года стал членом редакционного совета ТГУ. Являлся членом совета физико-математического общества при Томском университете.

## Работы
Николай Горячев специализировался в области небесной механики; является автором свыше 40 работ. По данным ТГУ, с весны 1923 года им «вместе с сотрудниками и студентами велись систематические наблюдения покрытий звезд Луной для внесения необходимых поправок в различные теории движения Луны и другие наблюдения, завоевавшие международное признание»:
- Способ подыскания Певцовских пар звезд: с каталогами их для Томской обсерватории // ИТУ. 1924. Т. 74;
- Нахождение окончательной орбиты кометы 1925 г. (Оркиша) // Астрономический журнал. 1929. № 6;
- Таблицы азимутов Полярной с поправками за эпоху на 30 лет: 1933—1963. М., 1933;
- Способ последовательных приближений при уравновешении свободной цепи геодезических четырехугольников // Труды ТГУ. 1934. Т. 86;
- Астрономические определения пунктов Кузбасса и Горной Шории по работам 1931 г. Л., 1934.
- «Способ Halphen’a для вычисления вековых возмущений планет и применение его к Церере» (1937) — результат многолетних исследований в области вековых возмущений.

## Семья
Брат: Дмитрий Никанорович Горячев (1867—1949), окончил физико-математический факультет Императорского Московского университета (1889), экстраординарный профессор Императорского Варшавского университета (с 1909), профессор Донского университета и Донского политехнического института (1915—1929).
Николай Горячев был женат на Аполлинарии Николаевне (в девичестве — Улитина, род. 1883), имевшей педагогическое образование.

## Память
- 26 октября 1996 года в честь Н. Н. Горячева назван астероид 5075 Goryachev, открытый в 1969 году астрономом Б. А. Бурнашёвой.

## Архивные источники
- Государственный архив Томской области (ГАТО). Ф. Р-815. Оп. 1. Д. 81, 116;
- ГАТО. Ф. Р-815. Оп. 17. Д. 1808.